# Modern Family (4.ª temporada)
A quarta temporada da série de televisão de comédia Modern Family foi encomendada pela American Broadcasting Company (ABC) em 10 de março de 2012, estreou em 26 de setembro de 2012 e foi finalizada em 22 de maio de 2013, contando com 24 episódios. A temporada foi produzida pela 20th Century Fox Television em associação com a Steven Levitan Productions e Picador Productions, com os criadores da série Christopher Lloyd e Steven Levitan como showrunners e produtores executivos. A temporada foi ao ar na temporada de transmissão de 2012-13 às noites de quarta-feira às 21h00, horário do leste dos EUA.
A quarta temporada estrela Ed O'Neill como Jay Pritchett, Sofía Vergara como Gloria Delgado-Pritchett, Julie Bowen como Claire Dunphy, Ty Burrell como Phil Dunphy, Jesse Tyler Ferguson como Mitchell Pritchett, Eric Stonestreet como Cameron Tucker, Sarah Hyland como Haley Dunphy, Ariel Winter como Alex Dunphy, Nolan Gould como Luke Dunphy, Rico Rodriguez como Manny Delgado e Aubrey Anderson-Emmons como Lily Tucker-Pritchett.
A temporada terminou com uma audiência média de de 12.31 milhões de telespectadores e ficou classificada em 16.º lugar na audiência total e classificada em 7.º no grupo demográfico de 18 a 49 anos. Esta temporada, como a anteriores, ganhou o Primetime Emmy Awards em Melhor Série de Comédia e recebeu indicações de Melhor Ator Coadjuvante em Série de Comédia, Melhor Atriz Coadjuvante em Série de Comédia, junto com Melhor Direção de Série de Comédia por Gail Mancuso, entre a doze indicações que recebeu.

## Elenco e personagens

### Principal
- Ed O'Neill como Jay Pritchett
- Sofía Vergara como Gloria Delgado-Pritchett
- Julie Bowen como Claire Dunphy
- Ty Burrell como Phil Dunphy
- Jesse Tyler Ferguson como Mitchell Pritchett
- Eric Stonestreet como Cameron Tucker
- Sarah Hyland como Haley Dunphy
- Ariel Winter como Alex Dunphy
- Nolan Gould como Luke Dunphy
- Rico Rodriguez como Manny Delgado
- Aubrey Anderson-Emmons como Lily Tucker-Pritchett.

### Recorrente
- Reid Ewing como Dylan Marshall
- Fred Willard como Frank Dunphy
- Spenser McNeil como Reuben Rand

### Participações
- Shelley Long como DeDe Pritchett
- Benjamin Bratt como Javier Delgado
- Kevin Daniels como Longinus
- Nathan Lane como Pepper Saltzman
- Wendi McLendon-Covey como Pam
- Rob Riggle como Gil Thorpe
- Chazz Palminteri como Shorty
- Benjamin Bratt como Javier Delgado
- Stephanie Beatriz como Sonia
- Elizabeth Banks como Sal
- Michaela Watkins como Susan
- Tom McGowan como Diretor Roth
- Edward Tournier como Jeoux
- Matthew Broderick como Dave
- Paul Scheer como Paul
- Billy Dee Williams como ele mesmo
- Lainie Kazan como Eleanor
- Jason Mantzoukas como Kenny
- Elizabeth Peña como Pilar
- David Faustino como Tater
- Maxwell Caulfield como Professor Cooke
- Maribeth Monroe como Maggie
- Richard Riehle como Norman
- Justine Bateman como Angela
- Paget Brewster como Trish
- Anders Holm como Zack Barbie
- Margaret Easley como Rachel Lissy
- Dina Spybey como Professora de artes

## Episódios
| N.º na série | N.º na temp. | Título                  | Dirigido por         | Escrito por | Exibição original       | Cód. de produção | Audiência (milhões) |
| --- | ------------ | ----------------------- | -------------------- | --- | ----------------------- | ---------------- | ------------------- |
| 73 | 1            | "Bringing Up Baby"      | Steven Levitan       | Paul Corrigan & Brad Walsh                                                                                              | 26 de setembro de 2012  | 4ARG01           | 14.44               |
| É aniversário de Jay novamente e, como antes, Jay quer apenas um dia calmo e um clima não festivo... mas a família perde a linha mais uma vez. Phil e Jay vão pescar em uma viagem pouco convencional com seus amigos. Gloria está nervosa e não tem a mínima ideia de como dará a notícia de que está grávida. Enquanto isso, Dylan se muda para a casa dos Dunphy temporariamente. Mitch e Cam decidem adotar um gato para continuar a lidar com suas tentativas fracassadas de adotar outra criança. |              |                         |                      | |                         |                  |                     |
| 74 | 2            | "Schooled"              | Jeff Melman          | Steven Levitan & Dan O'Shannon                                                                                          | 10 de outubro de 2012   | 4ARG03           | 12.08               |
| Finalmente chegou o dia que Haley vai para a faculdade e Phil e Claire comemoram, mas é um momento difícil para qualquer pai, mas é pior quando eles conseguem realmente constranger Haley. Enquanto isso, Manny força Jay e Gloria para irem a uma aula de como criar um bebê. Mitch e Cam levam Lily para o seu primeiro dia do jardim de infância, mas quando ela entra em um briga com outro menino, eles acabam por ter um confronto com mães lésbicas. |              |                         |                      | |                         |                  |                     |
| 75 | 3            | "Snip"                  | Gail Mancuso         | Danny Zuker | 10 de outubro de 2012   | 4ARG02           | 12.31               |
| Phil e Claire finalmente criam um plano para colocar em ação daqui 5 anos, tirar umas férias e aproveitar a vida, assim que Luke for para faculdade. Para manter tudo isso na linha, Phil está indo para realizar uma vasectomia. Enquanto isso, Jay e Gloria discordam sobre se devem ou não descobrir o sexo do bebê; Gloria está em negação sobre a necessidade de roupas de maternidade, e agora que Lily está no jardim de infância, Mitchell tenta gentilmente orientar Cameron para um trabalho em tempo parcial para ocupar todo o seu tempo extra. |              |                         |                      | |                         |                  |                     |
| 76 | 4            | "The Butler's Escape"   | Beth McCarthy-Miller | Bill Wrubel | 17 de outubro de 2012   | 4ARG04           | 12.28               |
| Luke não quer mais fazer mágica, mas Phil não consigue aceitar. Enquanto isso, um dos novos sintomas da gravidez de Gloria é o ronco e ela está mantendo a casa inteira acordada, forçando Jay a tomar medidas desesperadas, e a dinâmica de família de Mitch e Cam é posta à prova quando eles decidem trocar de funções - Mitch vai ficar em casa com Lily enquanto Cam sai para trabalhar em seu novo trabalho como professor de música na escola de Luke e Manny. Na ausência de Haley, Alex assume um papel arrogante como a nova irmã mais velha da casa. |              |                         |                      | |                         |                  |                     |
| 77 | 5            | "Open House of Horrors" | James Bagdonas       | Elaine Ko | 24 de outubro de 2012   | 4ARG06           | 12.52               |
| Claire foi exagerada em Halloweens passados e os vizinhos definitivamente não compartilham seu entusiasmo, por isso este ano ela está sendo forçada a maneirar no feriado e ficar bem amigável, Phil tem a ideia de organizar uma casa dos horrores aberta na noite de Halloween. Enquanto isso, Mitch e Cam sediam uma festa a fantasia, enquanto Lily pergunta quem é sua mãe de verdade, e os hormônios da gravidez de Gloria estão no limite, tornando-a ainda mais exaltada do que o habitual. Manny questiona seu julgamento quando tem a oportunidade de andar com a multidão 'legal' em reconhecimento de algo que ele não pretendia fazer de propósito. |              |                         |                      | |                         |                  |                     |
| 78 | 6            | "Yard Sale"             | Gail Mancuso         | Abraham Higginbotham | 31 de outubro de 2012   | 4ARG05           | 10.62               |
| Jay e Gloria realizam uma venda de garagem para ajudar Manny e Luke com um projeto de caridade. Phil se sente pressionado tanto em vender quanto em comprar alguma coisa, Mitch e Cam ajudam Claire a avaliarem o novo "namorado" de Alex, e Manny encontra um velho baú que esconde um segredo que Gloria quer que permaneça em segredo. |              |                         |                      | |                         |                  |                     |
| 79 | 7            | "Arrested"              | Gail Mancuso         | Becky Mann & Audra Sielaff                                                                                              | 7 de novembro de 2012   | 4ARG07           | 12.43               |
| Phil e Claire recebem a notícia de que Haley foi presa por beber antes da idade permitida, então eles trazem Mitchell, o advogado da família, no reboque para a delegacia. Cameron fica para trás para cuidar de Alex e Luke, mas eles ficam em alguns percalços loucos sob seus cuidados. Enquanto isso, Jay fica fora do shopping enquanto Gloria está lá dentro, mas acaba tendo que lidar com uma visita surpresa de DeDe, e tenta fugir dela antes que Gloria chegue em casa para evitar que DeDe possa vê-la grávida e tenha outro escândalo em potencial. |              |                         |                      | |                         |                  |                     |
| 80 | 8            | "Mistery Date"          | Beth McCarthy-Miller | Jeffrey Richman | 14 de novembro de 2012  | 4ARG08           | 11.89               |
| Quando Claire leva Manny e Luke para o decatlo acadêmico de Alex no fim de semana, Phil tenta organizar uma noite de rapazes na casa, convidando um dos Bulldogs da sua faculdade (Matthew Broderick) que ele conheceu na academia de Cameron. Enquanto isso, Alex está sob pressão no decatlo, Manny e Luke vão a um bar mitzvah no hotel tentando encontrar uma linda garota. Cam e Mitch providenciam um presente surpresa para o bebê de Jay e Gloria. |              |                         |                      | |                         |                  |                     |
| 81 | 9            | "When a Tree Falls"     | Steven Levitan       | Ben Karlin | 28 de novembro de 2012  | 4ARG09           | 12.01               |
| Mitch e Cam tentar salvar uma velha árvore no parque de ser derrubada. Jay leva Manny para uma festa de aniversário de criança com temática de Olimpíadas. Gloria e Claire tem um dia só de garotas e elas vão em uma viagem de compras no shopping que vira um inferno. |              |                         |                      | |                         |                  |                     |
| 82 | 10           | "Diamond in the Rough"  | Gail Mancuso         | Dan O'Shannon & Becky Mann & Audra Sielaff                                                                              | 12 de dezembro de 2012  | 4ARG11           | 10.94               |
| O time da pequena liga de Manny e Luke inesperadamente chega a um jogo, então Claire e Cameron lutam para encontrar um local e decidem fazer uma reforma em um campo degradado. Inspirados, Claire e Cam querem tentar reformar uma casa enquanto estão fazendo isso, e Phil e Mitchell brigam para ver quem será o vilão para lhes dizer não. Enquanto isso, Gloria tenta uma técnica de ligação com o bebê usando um microfone para cantar para ele no útero, o que definitivamente provoca uma reação de Jay. Manny pede a ajuda de Luke para se preparar para o jogo depois de ser inesperadamente jogado no campo após uma temporada no banco. |              |                         |                      | |                         |                  |                     |
| 83 | 11           | "New Year's Eve"        | Fred Goss            | Abraham Higginbotham & Jeffrey Richman                                                                                  | 9 de janeiro de 2013    | 4ARG13           | 12.04               |
| O plano de Jay de ter a família comemorando o Ano Novo juntos em um hotel em Palm Springs não atende às expectativas; Alex e Haley enfrentam desafios enquanto tentam cuidar das crianças em casa. |              |                         |                      | |                         |                  |                     |
| 84 | 12           | "Party Crasher"         | Fred Savage          | Danny Zuker & Christopher Lloyd                                                                                         | 16 de janeiro de 2013   | 4ARG10           | 11.01               |
| Gloria e Jay tentam tornar o aniversário de 14 anos de Manny ainda mais especial planejando uma festa surpresa; Cam sente que tem negligenciado Lily ultimamente com seu compromisso com o trabalho, que Mitchell interpreta que seu trabalho não está indo bem. Haley começa a sair com um cara muito mais velho e Gloria dá à luz. |              |                         |                      | |                         |                  |                     |
| 85 | 13           | "Fulgencio"             | Lev L. Spiro         | Bill Wrubel | 23 de janeiro de 2013   | 4ARG12           | 10.83               |
| Quando a mãe e a irmã de Gloria a visitam, trazem tradições, nomes de bebês e bagagem da família; Phil ajuda as crianças com seus problemas; Mitchell e Cameron tentam corrigir os maus hábitos de Lily. |              |                         |                      | |                         |                  |                     |
| 86 | 14           | "A Slight at the Opera" | James Bagdonas       | Paul Corrigan & Brad Walsh                                                                                              | 6 de fevereiro de 2013  | 4ARG14           | 9.83                |
| Cameron está apresentando a produção escolar de "O Fantasma da Ópera", mas quando sua estrela adoece, Manny faz de tudo para conseguir o papel principal - mesmo que isso signifique ir contra Luke. Enquanto isso, Jay ensina Phil a jogar golfe e eles terminam em uma partida de golfe com Pepper e Mitch; Gloria leva Alex consigo em tarefas, que incluem uma visita a uma vidente. As aventuras de Claire como babá de Joe e Lily se tornaram uma comédia de erros. |              |                         |                      | |                         |                  |                     |
| 87 | 15           | "Heart Broken"          | Beth McCarthy-Miller | Danny Zuker | 13 de fevereiro de 2013 | 4ARG18           | 10.05               |
| Uma divertida travessura do Dia dos Namorados entre os alter egos de Phil e Claire, Clive Bixby e Juliana, dá uma guinada inesperada que leva Claire ao hospital com um diagnóstico que ela não assume. Enquanto isso, as tentativas de Gloria e Jay de serem românticos continuam sendo interrompidas pelas crianças, o que deixa Gloria louca; Cam e Mitch organizam uma festa dos corações solitários do Dia dos Namorados que os deixa de ressaca na manhã seguinte, tentando descobrir o que aconteceu e, mais importante, por que Dylan agora está morando com eles. |              |                         |                      | |                         |                  |                     |
| 88 | 16           | "Bad Hair Day"          | Gail Mancuso         | Elaine Ko | 20 de fevereiro de 2013 | 4ARG16           | 10.62               |
| Claire voa sozinha para sua reunião de faculdade e encontra um professor com quem ela namorou uma vez, mas quando Phil aparece as coisas ficam realmente estranhas. De volta a casa, Jay está obcecado em ganhar seu grande torneio de boliche, e Gloria está sofrendo com o bebê, mas não admite isso. Mitchell se oferece para levar o bebê Joe por um tempo, e Cameron aproveita a oportunidade para usá-lo em uma de suas elaboradas sessões de fotos. No entanto, um mau funcionamento da peruca leva a resultados infelizes e ninguém quer ser o único a enfrentar Gloria. |              |                         |                      | |                         |                  |                     |
| 89 | 17           | "Best Men"              | Steven Levitan       | História por : Dan O'Shannon & Abraham Higginbotham & Bianca Douglas Roteiro por : Dan O'Shannon & Abraham Higginbotham | 27 de fevereiro de 2013 | 4ARG15           | 10.53               |
| A amiga de Mitch e Cam, Sal, anuncia que vai se casar no dia seguinte e quer que eles sejam padrinhos, mas eles não podem deixar de questionar se essa garota festeira pode realmente se acalmar e considerar uma intervenção. Gloria tem problemas de confiança com a nova babá Dalia. Enquanto isso, Gloria e Jay têm que lidar com o amor artístico de Manny por mulheres nuas, Claire tem um raro momento de ligação com Haley e Phil ajuda Luke a marcar um encontro com uma garota chamada Simone através do Facebook. |              |                         |                      | |                         |                  |                     |
| 90 | 18           | "The Wow Factor"        | Steven Levitan       | Ben Karlin | 27 de março de 2013     | 4ARG17           | 9.09                |
| Mitchell tenta ajudar Lily a lidar com um agressor no playground, mas vai longe demais no processo; Jay se vê em apuros com Gloria quando ela o encontra em um cinema durante seu tempo com Joe; Cam e Claire estão em desacordo sobre a reforma de sua casa e procuram influenciar Pam, amiga lésbica de Cam, a ficar do lado de suas visões para uma ideia de quintal; Os planos de Phil de mostrar a Alex e Haley as alegrias da reforma da casa foram um obstáculo. |              |                         |                      | |                         |                  |                     |
| 91 | 19           | "The Future Dunphys"    | Ryan Case            | Elaine Ko | 3 de abril de 2013      | 4ARG20           | 10.88               |
| Enquanto estão no hospital para um check-up, Claire e Phil veem a versão mais velha de sua família. Para educar Lily e se reconectar com sua herança vietnamita, Cam, Mitchell e Gloria a levam a um restaurante vietnamita. Durante uma excursão de alunos em potencial a uma escola particular de luxo para Manny, Jay revigora os desejos da juventude de pertencer à turma da classe alta e, sem saber, pressiona Manny para uma entrevista desastrosamente divertida com o reitor. |              |                         |                      | |                         |                  |                     |
| 92 | 20           | "Flip Flop"             | Gail Mancuso         | Jeffrey Richman & Bill Wrubel                                                                                           | 10 de abril de 2013     | 4ARG19           | 10.38               |
| O ex-marido de Gloria, Javier (Benjamin Bratt) apresenta sua nova namorada, Trish (Paget Brewster) à família. Trish e Manny formam um vínculo forte e Gloria está preocupada em ser substituída. No entanto, quando Javier pede Trish em casamento, ela corre escada acima. Quando Gloria lhe pergunta sobre a proposta de Javier, ela diz que não pode corresponder a Gloria como mãe e esposa, momento em que Gloria dá as boas-vindas a Trish na família, agora segura e não mais preocupada com a competição pelo afeto de Manny. Claire e Cam estão lutando para vender sua casa depois de recusar uma oferta de Gil (Rob Riggle). Haley usa perfis de redes sociais para pesquisar um amigo de Luke, Zach (Anders Holm), a fim de organizar a casa de acordo com seus gostos. Na inspeção da casa, Cam menciona o nome do cachorro de Zach, Otis, e Zach enlouquece com o quão pessoal a casa foi montada e vai embora. Gil chega para se gabar, mas Cam e Mitchell fingem estar interessados na propriedade e Gil está disposto a renegociar para seu comprador. |              |                         |                      | |                         |                  |                     |
| 93 | 21           | "Career Day"            | Jim Hensz            | Paul Corrigan & Brad Walsh                                                                                              | 1 de maio de 2013       | 4ARG21           | 9.64                |
| Gloria desafia Jay a escrever o romance de suspense que ele diz ter deixado de lado por causa de compromissos na vida e no trabalho; Manny acaba escrevendo para Jay em vez disso. Phil é ofuscado no Dia da Carreira de Luke pelo rival imobiliário, Gil Thorpe (Rob Riggle). Cam e Mitchell acidentalmente dão a Lily $ 100 pelo dente e tentam fazer com que ela devolva o dinheiro. Lily se recusa e diz que comprará uma bicicleta com o dinheiro. Eles pedem a Haley para ajudar, vestida como a fada dos dentes, para tentar convencer Lily, mas falha e é pega, mas Haley diz a Lily que ela será colocada na "lista de malvados" do Papai Noel pelo resto de sua vida, o que a convence a dar o dinheiro de volta. |              |                         |                      | |                         |                  |                     |
| 94 | 22           | "My Hero"               | Gail Mancuso         | Abraham Higginbotham | 8 de maio de 2013       | 4ARG22           | 9.02                |
| O ex-namorado de Mitch, Teddy (Larry Sullivan), convida a família Pritchett para uma arrecadação de fundos em um rinque de patinação local. Cam está chateado com o quão amigável e inclusiva o resto da família é com Teddy. Jay oferece um emprego a Claire, mas Claire tenta evitar falar com ele sobre isso devido ao momento ruim que ela passou enquanto trabalhava para ele. Phil dá aulas de patinação para Gloria. Haley dá dicas a Alex sobre como flertar com meninos. Manny e Luke têm que completar uma tarefa de ensaio "Meu Herói" sobre um membro da família para a escola. |              |                         |                      | |                         |                  |                     |
| 95 | 23           | "Games People Play"     | Alisa Statman        | História por : Danny Zuker Roteiro por : Ben Karlin                                                                     | 15 de maio de 2013      | 4ARG24           | 10.03               |
| Phil consegue um novo trailer depois de vender uma casa e planeja levar a família para uma viagem de verão ao Parque Nacional de Yellowstone. Para ter um gostinho da experiência, ele leva a família para um passeio pelo litoral; mal sabe ele, Claire planeja evocar a turbulência entre as crianças enquanto viajam juntas no veículo para cancelar quaisquer planos para a viagem. Jay e Gloria procuram a mochila perdida de Manny, mas acabam bisbilhotando as casas de Cam e Mitchell e Phil e Claire. Jay e Gloria descobrem que não foram convidados para uma noite de jogos organizada por Cam e Mitch e discutem sobre o motivo; sem o conhecimento deles, Manny se esqueceu de entregar o convite. Lily é excelente em uma competição de ginástica, mas o espírito competitivo de Cam e Mitchell faz com que o resto dos pais se volte contra eles. |              |                         |                      | |                         |                  |                     |
| 96 | 24           | "Goodnight Gracie"      | Steven Levitan       | Steven Levitan & Jeffrey Richman                                                                                        | 22 de maio de 2013      | 4ARG23           | 10.01               |
| Todo mundo voa para a Flórida para o funeral da mãe de Phil. Em seu último desejo, ela pede para que Phil case seu pai Frank ([Fred Willard]]) com outra mulher. Cam passa o tempo com alguns residentes da comunidade de aposentados e prospera com a natureza de seus relacionamentos alimentados por fofocas. A mãe de Phil deixa um isqueiro para Alex que a levou a conhecer o pai de Phil e Alex passa a entender o que ela significava para sua avó. Jay encontra a mulher com quem perdeu a virgindade antes de embarcar para o Vietnã, mas ela tem dificuldade de se lembrar dele e de suas outras conquistas. Gloria enfrenta o tribunal por causa de um mandado de prisão por administrar um bordel e traz Mitchell para representá-la. Um dia de sucesso no tribunal como advogado de Gloria e muitos cidadãos desesperados leva Mitchell a querer voltar a trabalhar nos tribunais. |              |                         |                      | |                         |                  |                     |

## Produção

### Desenvolvimento
Em 10 de maio de 2012, o ABC renovou Modern Family para uma quarta temporada. As filmagens para a quarta temporada começaram em 30 de julho de 2012, e a temporada estreou na quarta-feira, 26 de setembro de 2012.

### Casting
Assim como a temporada passada, a quarta temporada apresenta um ensemble cast. A série se concentra em Jay Pritchett (Ed O'Neill), sua filha Claire Dunphy (Julie Bowen) e seu filho Mitchell Pritchett (Jesse Tyler Ferguson), que moram em Los Angeles. Claire é uma dona de casa casada com Phil Dunphy (Ty Burrell); eles têm três filhos, Haley (Sarah Hyland), a adolescente típica, Alex (Ariel Winter), a inteligente filha do meio, e Luke (Nolan Gould), o excêntrico filho único. Jay é casado com uma colombiana muito mais jovem, Gloria (Sofía Vergara), e a está ajudando a criar seu filho pré-adolescente, Manny (Rico Rodriguez). Mitchell e seu parceiro Cameron Tucker (Eric Stonestreet) adotaram uma bebê vietnamita, Lily (Aubrey Anderson-Emmons). Os atores mirins só foram obrigados a aparecer em 22 episódios.

## Recepção

### Resposta da crítica
A quarta temporada de Modern Family recebeu críticas mistas. Willa Paskin, do Salon, deu uma crítica negativa à temporada, escrevendo: "À medida que Modern Family envelheceu, seus personagens e sua dinâmica se acomodaram em sulcos, alguns mais discordantes do que outros." No meio da temporada, Rachel Stein do Television Without Pity escreveu, "por mais que eu tenha gostado dos pares e alguns diálogos, ["New Year's Eve"] é apenas mais um episódio inventado de Modern Family que podemos citar quando falarmos mais tarde sobre como um programa diferente deveria ter ganhado o Emmy de 2013 de Melhor Comédia."
Por outro lado, Robert Bianco do USA Today deu uma crítica positiva à temporada, chamando-a de "a grande comédia mais apreciada da TV." Além disso, The A.V. Club elogiou muito a temporada. Todos os 24 episódios foram revisados, com "A-" e "B" como as notas de letras mais comuns atribuídas a um determinado episódio. Donna Bowman, ao escrever sobre "Goodnight Gracie", disse que havia "poucas comédias mais satisfatórias na televisão" quando a temporada estava no auge.
Alguns dos episódios mais bem recebidos incluem "Schooled," "Yard Sale," "Diamond in the Rough," e "Goodnight Gracie".

### Audiência

#### Ao Vivo
| № na série | № na temporada | Episódio                | Exibição                | Horário          | Rating/Share (18–49) | Audiência (em milhões) | Posição 18–49 | Posição semanal |
| ---------- | -------------- | ----------------------- | ----------------------- | ---------------- | -------------------- | ---------------------- | ------------- | --------------- |
| 73         | 1              | "Bringing Up Baby"      | 26 de setembro de 2012  | Quarta-feira 21h | 5.5/15               | 14.44                  | 3             | 7               |
| 74         | 2              | "Schooled"              | 10 de outubro de 2012   | Quarta-feira 21h | 4.8/13               | 12.08                  | 5             | 9               |
| 75         | 3              | "Snip"                  | 10 de outubro de 2012   | Quarta-feira 21h | 4.9/12               | 12.31                  | 3             | 9               |
| 76         | 4              | "The Butler's Escape"   | 17 de outubro de 2012   | Quarta-feira 21h | 4.7/12               | 12.28                  | 4             | 9               |
| 77         | 5              | "Open House of Horrors" | 24 de outubro de 2012   | Quarta-feira 21h | 4.9/13               | 12.52                  | 3             | 11              |
| 78         | 6              | "Yard Sale"             | 31 de outubro de 2012   | Quarta-feira 21h | 4.2/12               | 10.52                  | 6             | 20              |
| 79         | 7              | "Arrested"              | 7 de novembro de 2012   | Quarta-feira 21h | 4.8/12               | 12.43                  | 3             | 6               |
| 80         | 8              | "Misery Date"           | 14 de novembro de 2012  | Quarta-feira 21h | 4.6/12               | 11.89                  | 3             | 11              |
| 81         | 9              | "When a Tree Falls"     | 28 de novembro de 2012  | Quarta-feira 21h | 4.7/12               | 12.01                  | 3             | 13              |
| 82         | 10             | "Diamond in the Rough"  | 12 de dezembro de 2012  | Quarta-feira 21h | 4.2/11               | 10.94                  | 4             | 13              |
| 83         | 11             | "New Year's Eve"        | 9 de janeiro de 2013    | Quarta-feira 21h | 4.7/12               | 12.04                  | 4             | 9               |
| 84         | 12             | "Party Crasher"         | 16 de janeiro de 2013   | Quarta-feira 21h | 4.3/11               | 11.01                  | 5             | 16              |
| 85         | 13             | "Fulgencio"             | 23 de janeiro de 2013   | Quarta-feira 21h | 4.2/11               | 10.83                  | 3             | 12              |
| 86         | 14             | "A Slight at the Opera" | 6 de fevereiro de 2013  | Quarta-feira 21h | 3.7/10               | 9.83                   | 9             | 19              |
| 87         | 15             | "Heart Broken"          | 13 de fevereiro de 2013 | Quarta-feira 21h | 3.8/10               | 10.05                  | 3             | 10              |
| 88         | 16             | "Bad Hair Day"          | 20 de fevereiro de 2013 | Quarta-feira 21h | 4.0/11               | 10.62                  | 6             | 16              |
| 89         | 17             | "Best Men"              | 27 de fevereiro de 2013 | Quarta-feira 21h | 3.9/10               | 10.53                  | 1             | 9               |
| 90         | 18             | "The Wow Factor"        | 27 de março de 2013     | Quarta-feira 21h | 3.2/9                | 9.09                   | 5             | 15              |
| 91         | 19             | "The Future Dunphys"    | 3 de abril de 2013      | Quarta-feira 21h | 4.2/11               | 10.88                  | 7             | 16              |
| 92         | 20             | "Flip Flop"             | 10 de abril de 2013     | Quarta-feira 21h | 3.8/10               | 10.38                  | 4             | 16              |
| 93         | 21             | "Career Day"            | 1 de maio de 2013       | Quarta-feira 21h | 3.6/10               | 9.64                   | 4             | 17              |
| 94         | 22             | "My Hero"               | 8 de maio de 2013       | Quarta-feira 21h | 3.3/10               | 9.02                   | 5             | 20              |
| 95         | 23             | "Games People Play"     | 15 de maio de 2013      | Quarta-feira 21h | 3.7/10               | 10.03                  | 3             | 14              |
| 96         | 24             | "Goodnight Gracie"      | 22 de maio de 2013      | Quarta-feira 21h | 3.7/11               | 10.01                  | 1             | 6               |

#### Ao Vivo + 7 Dias (DVR)
| № na série | № na temporada | Episódio                | Exibição                | Horário          | DVR (18–49) | Audiência em DVR (em milhões) | Total (18-49) | Audiência total (em milhões) | Ref    |
| ---------- | -------------- | ----------------------- | ----------------------- | ---------------- | ----------- | ----------------------------- | ------------- | ---------------------------- | ------ |
| 73         | 1              | "Bringing Up Baby"      | 26 de setembro de 2012  | Quarta-feira 21h | 2.3         | 4.41                          | 7.8           | 18.84                        | [ 61 ] |
| 74         | 2              | "Schooled"              | 10 de outubro de 2012   | Quarta-feira 21h | 2.5         | 4.91                          | 7.4           | 17.21                        | [ 62 ] |
| 75         | 3              | "Snip"                  | 10 de outubro de 2012   | Quarta-feira 21h | 2.0         | 4.91                          | 6.8           | 17.21                        | [ 62 ] |
| 76         | 4              | "The Butler's Escape"   | 17 de outubro de 2012   | Quarta-feira 21h | 2.3         | 4.34                          | 7.0           | 16.62                        | [ 63 ] |
| 77         | 5              | "Open House of Horrors" | 24 de outubro de 2012   | Quarta-feira 21h | 2.4         | 4.81                          | 7.3           | 17.33                        | [ 64 ] |
| 78         | 6              | "Yard Sale"             | 31 de outubro de 2012   | Quarta-feira 21h | 2.1         | 4.42                          | 6.3           | 15.04                        | [ 65 ] |
| 79         | 7              | "Arrested"              | 7 de novembro de 2012   | Quarta-feira 21h | 2.1         | 4.35                          | 6.9           | 16.76                        | [ 66 ] |
| 80         | 8              | "Misery Date"           | 14 de novembro de 2012  | Quarta-feira 21h | 2.2         | 4.64                          | 6.8           | 16.52                        | [ 67 ] |
| 81         | 9              | "When a Tree Falls"     | 28 de novembro de 2012  | Quarta-feira 21h | 2.3         | 4.40                          | 7.0           | 16.40                        | [ 68 ] |
| 82         | 10             | "Diamond in the Rough"  | 12 de dezembro de 2012  | Quarta-feira 21h | 2.5         | 4.99                          | 6.7           | 15.93                        | [ 69 ] |
| 83         | 11             | "New Year's Eve"        | 9 de janeiro de 2013    | Quarta-feira 21h | 2.3         | 4.63                          | 7.0           | 16.68                        | [ 70 ] |
| 84         | 12             | "Party Crasher"         | 16 de janeiro de 2013   | Quarta-feira 21h | 2.1         | 4.51                          | 6.4           | 15.51                        | [ 71 ] |
| 85         | 13             | "Fulgencio"             | 23 de janeiro de 2013   | Quarta-feira 21h | 2.5         | 5.11                          | 6.7           | 15.94                        | [ 72 ] |
| 86         | 14             | "A Slight at the Opera" | 6 de fevereiro de 2013  | Quarta-feira 21h | 2.3         | 4.65                          | 6.0           | 14.48                        | [ 73 ] |
| 87         | 15             | "Heart Broken"          | 13 de fevereiro de 2013 | Quarta-feira 21h | 2.3         | 4.54                          | 6.1           | 14.59                        | [ 74 ] |
| 88         | 16             | "Bad Hair Day"          | 20 de fevereiro de 2013 | Quarta-feira 21h | 2.2         | 4.54                          | 6.2           | 15.16                        | [ 75 ] |
| 89         | 17             | "Best Men"              | 27 de fevereiro de 2013 | Quarta-feira 21h | 2.3         | 4.72                          | 6.3           | 15.29                        | [ 76 ] |
| 90         | 18             | "The Wow Factor"        | 27 de março de 2013     | Quarta-feira 21h | 2.3         | 4.67                          | 5.5           | 13.76                        | [ 77 ] |
| 91         | 19             | "The Future Dunphys"    | 3 de abril de 2013      | Quarta-feira 21h | 2.1         | 4.41                          | 6.3           | 15.29                        | [ 78 ] |
| 92         | 20             | "Flip Flop"             | 10 de abril de 2013     | Quarta-feira 21h | 1.9         | 3.98                          | 5.7           | 14.36                        | [ 79 ] |
| 93         | 21             | "Career Day"            | 1 de maio de 2013       | Quarta-feira 21h | 2.2         | 4.45                          | 5.8           | 14.09                        | [ 80 ] |
| 94         | 22             | "My Hero"               | 8 de maio de 2013       | Quarta-feira 21h | 1.9         | 4.03                          | 5.2           | 13.05                        | [ 81 ] |
| 95         | 23             | "Games People Play"     | 15 de maio de 2013      | Quarta-feira 21h | 2.0         | 4.09                          | 5.6           | 13.90                        | [ 82 ] |
| 96         | 24             | "Goodnight Gracie"      | 22 de maio de 2013      | Quarta-feira 21h | 2.1         | 4.18                          | 5.8           | 14.20                        | [ 83 ] |

### Prêmios e indicações
A quarta temporada recebeu doze indicações no Primetime Emmy Awards no total, incluindo sua quarta indicação consecutiva para Melhor Série de Comédia, e acabou gangando duas. Gail Mancuso foi indicado para Melhor Direção de Série de Comédia por sua direção em "Arrested" e acabou vencendo; Ty Burrell, Jesse Tyler Ferguson e Ed O'Neill foram todos indicados para Melhor Ator Coadjuvante em Série de Comédia; Julie Bowen e Sofía Vergara foram indicadas para Melhor Atriz Coadjuvante em Série de Comédia.
| Primetime Awards               | Primetime Awards                                                                     | Primetime Awards     | Primetime Awards                                         | Primetime Awards |
| Ano                            | Categoria                                                                            | Indicados            | Papel/episódio                                           | Resultado        |
| ------------------------------ | ------------------------------------------------------------------------------------ | -------------------- | -------------------------------------------------------- | ---------------- |
| 2013                           | Melhor Série de Comédia                                                              | Modern Family        |                                                          | Venceu           |
| 2013                           | Melhor Ator Coadjuvante em Série de Comédia                                          | Ty Burrell           | Phil Dunphy                                              | Indicado         |
| 2013                           | Melhor Ator Coadjuvante em Série de Comédia                                          | Jesse Tyler Ferguson | Mitchell Pritchett                                       | Indicado         |
| 2013                           | Melhor Ator Coadjuvante em Série de Comédia                                          | Ed O'Neill           | Jay Pritchett                                            | Indicado         |
| 2013                           | Melhor Atriz Coadjuvante em Série de Comédia                                         | Julie Bowen          | Claire Dunphy                                            | Indicado         |
| 2013                           | Melhor Atriz Coadjuvante em Série de Comédia                                         | Sofia Vergara        | Gloria Delgado-Pritchett                                 | Indicado         |
| 2013                           | Melhor Direção de Série de Comédia                                                   | Gail Mancuso         | Episódio: "Arrested"                                     | Venceu           |
| Primetime Creative Arts Awards |                                                                                      |                      |                                                          |                  |
| 2013                           | Melhor Casting de Série de Comédia                                                   | Jeff Greenberg       |                                                          | Indicado         |
| 2013                           | Melhor Ator Convidado em Série de Comédia                                            | Nathan Lane          | Papel: Pepper Saltzman Episódio: "A Slight at the Opera" | Indicado         |
| 2013                           | Melhor Edição de Imagens de Câmera Única para Série de Comédia                       | Ryan Case            | Episódio: "Party Crasher"                                | Indicado         |
| 2013                           | Melhor Mixagem de Som para Série de Comédia ou Drama (meia hora) e Animação          | Modern Family        | Episódio: "My Hero"                                      | Indicado         |
| 2013                           | Melhor coordenação de acrobacias para uma série de comédia ou programa de variedades | Jim Sharp            |                                                          | Indicado         |

## Lançamento em DVD
| Modern Family – The Complete Fourth Season | | | | | |
| Detalhes do DVD | Detalhes do DVD | Detalhes do DVD | Características Especiais | Características Especiais | Características Especiais |
| - 24 episódios - 3 discos - Áudio em Inglês (Dolby Digital 5.1 Surround) - Hard of Hearing - Legendas: Inglês - Legendas: Inglês, francês e espanhol | - 24 episódios - 3 discos - Áudio em Inglês (Dolby Digital 5.1 Surround) - Hard of Hearing - Legendas: Inglês - Legendas: Inglês, francês e espanhol | - 24 episódios - 3 discos - Áudio em Inglês (Dolby Digital 5.1 Surround) - Hard of Hearing - Legendas: Inglês - Legendas: Inglês, francês e espanhol | - Cenas Deletadas e Alternativas - Comentários em áudio - Gag-reel - "Baby Talk" - "A Day with Eric" - "A Modern Guide to Parenting" - "Modern Family Writers" | - Cenas Deletadas e Alternativas - Comentários em áudio - Gag-reel - "Baby Talk" - "A Day with Eric" - "A Modern Guide to Parenting" - "Modern Family Writers" | - Cenas Deletadas e Alternativas - Comentários em áudio - Gag-reel - "Baby Talk" - "A Day with Eric" - "A Modern Guide to Parenting" - "Modern Family Writers" |
| Datas de lançamento | | | | | |
| Região 1 | Região 1 | Região 2 | Região 2 | Região 4 | Região 4 |
| 24 de setembro de 2013 | 24 de setembro de 2013 | 14 de outubro de 2013 | 14 de outubro de 2013 | 6 de novembro de 2013 | 6 de novembro de 2013 |